# Lista localităților din provincia Hatay

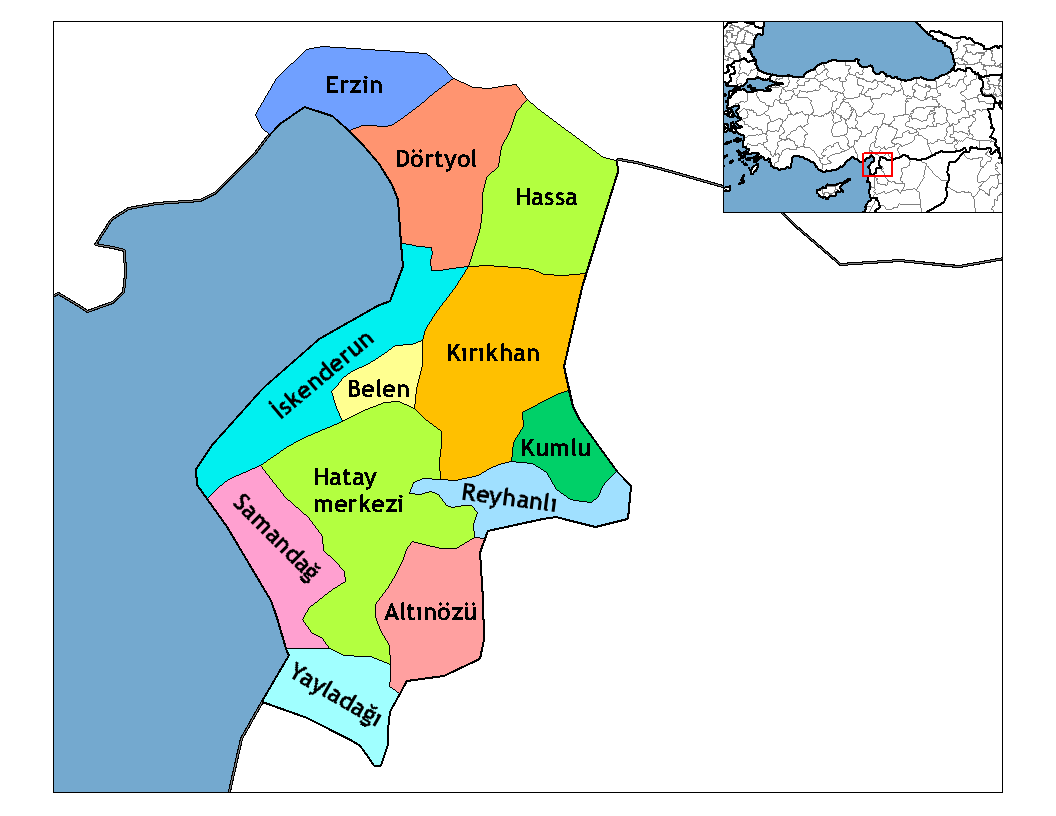
Provincia Hatay

Aceasta este lista localităților din Provincia Hatay, Turcia, după districte. Spre deosebirea de majoritatea celorlalte provincii ale Turciei, în Hatay capitala provinciei și provincia nu poartă același nume; capitala provinciei este orașul Antakya. În secțiunile de mai jos, prima localitate din fiecare listă este centrul administrativ al districtului.

## Antakya
- Antakya
- Açıkdere, Antakya
- Akcurun, Antakya
- Akçaova, Antakya
- Akhisar, Antakya
- Alaattin, Antakya
- Alahan, Antakya
- Alazı, Antakya
- Anayazı, Antakya
- Apaydın, Antakya
- Arpahan, Antakya
- Aşağıoba, Antakya
- Aşağıokçular, Antakya
- Avsuyu, Antakya
- Bahçeköy, Antakya
- Balıklıdere, Antakya
- Ballıöz, Antakya
- Bitiren, Antakya
- Bohşin, Antakya
- Bostancık, Antakya
- Bozhöyük, Antakya
- Bozlu, Antakya
- Büyükdalyan, Antakya
- Çardaklı, Antakya
- Çatbaşı, Antakya
- Çayır, Antakya
- Çekmece, Antakya
- Dağdüzü, Antakya
- Değirmenyolu, Antakya
- Demirköprü, Antakya
- Derince, Antakya
- Dikmece, Antakya
- Doğanköy, Antakya
- Döver, Antakya
- Dursunlu, Antakya
- Ekinci, Antakya
- Gökçegöz, Antakya
- Gülderen, Antakya
- Gümüşgöze, Antakya
- Güneysöğüt, Antakya
- Günyazı, Antakya
- Güzelburç, Antakya
- Hanyolu, Antakya
- Harbiye, Antakya
- Hasanlı, Antakya
- Karaali, Antakya
- Karlısu, Antakya
- Karşıyaka, Antakya
- Kisecik, Antakya
- Koçören, Antakya
- Kuruyer, Antakya
- Kuzeytepe, Antakya
- Küçükdalyan, Antakya
- Madenboyu, Antakya
- Mansurlu, Antakya
- Maraşboğazı, Antakya
- Maşuklu, Antakya
- Melekli, Antakya
- Meydancık, Antakya
- Narlıca, Antakya
- Odabaşı, Antakya
- Oğlakören, Antakya
- Orhanlı, Antakya
- Ovakent, Antakya
- Paşaköy, Antakya
- Saçaklı, Antakya
- Samankaya, Antakya
- Saraycık, Antakya
- Serinyol, Antakya
- Sinanlı, Antakya
- Sofular, Antakya
- Subaşı, Antakya
- Suvatlı, Antakya
- Şenköy, Antakya
- Tahtaköprü, Antakya
- Tanışma, Antakya
- Toygarlı, Antakya
- Turfanda, Antakya
- Turunçlu, Antakya
- Uzunaliç, Antakya
- Üçgedik, Antakya
- Üzümdalı, Antakya
- Yaylacık, Antakya
- Yeşilova, Antakya
- Yeşilpınar, Antakya
- Yoncakaya, Antakya
- Yukarıokçular, Antakya
- Zülüflühan, Antakya

## Altınözü
- Altınözü
- Akamber, Altınözü
- Akdarı, Altınözü
- Alakent, Altınözü
- Altınkaya, Altınözü
- Atayurdu, Altınözü
- Avuttepe, Altınözü
- Babatorun, Altınözü
- Boynuyoğun, Altınözü
- Büyükburç, Altınözü
- Çetenli, Altınözü
- Dokuzdal, Altınözü
- Enek, Altınözü
- Erbaşı, Altınözü
- Gözecik, Altınözü
- Günvuran, Altınözü
- Hacıpaşa, Altınözü
- Kamberli, Altınözü
- Kansu, Altınözü
- Karbeyaz, Altınözü
- Karsu, Altınözü
- Kazancık, Altınözü
- Keskincik, Altınözü
- Kılıçtutan, Altınözü
- Kıyıgören, Altınözü
- Kolcular, Altınözü
- Kozkalesi, Altınözü
- Kurtmezraası, Altınözü
- Mayadalı, Altınözü
- Oymaklı, Altınözü
- Sarıbük, Altınözü
- Seferli, Altınözü
- Sivrikavak, Altınözü
- Tepehan, Altınözü
- Tokaçlı, Altınözü
- Tokdemir, Altınözü
- Toprakhisar, Altınözü
- Türkmenmezraası,Altınözü
- Yanıkpınar, Altınözü
- Yarseli, Altınözü
- Yenihisar, Altınözü
- Yolağzı, Altınözü
- Yunushanı, Altınözü
- Ziyaret, Altınözü

## Belen
- Belen
- Atik, Belen
- Benlidere, Belen
- Çakallı, Belen
- Çerçikaya, Belen
- Güzelyayla, Belen
- Karapelit, Belen
- Kıcı, Belen
- Kömürçukuru, Belen
- Müftüler, Belen
- Ötençay, Belen
- Şenbük, Belen

## Dörtyol
- Dörtyol
- Altınçağ, Dörtyol
- Çağlalık, Dörtyol
- Çatköy, Dörtyol
- Kapılı, Dörtyol
- Karakese, Dörtyol
- Konaklı, Dörtyol
- Kozludere, Dörtyol
- Kuzuculu, Dörtyol
- Payas, Dörtyol
- Sincan, Dörtyol
- Yeniyurt, Dörtyol
- Yeşilköy, Dörtyol

## Hassa
- Hassa
- Akbez, Hassa
- Akkülek, Hassa
- Aktepe, Hassa
- Ardıçlı, Hassa
- Arpalıuşağı, Hassa
- Aşağıkarafakılı, Hassa
- Bademli, Hassa
- Bintaş, Hassa
- Buhara, Hassa
- Çınarbaşı, Hassa
- Dedemli, Hassa
- Demrek, Hassa
- Eğribucak, Hassa
- Gazeluşağı, Hassa
- Gülkent, Hassa
- Gülpınar, Hassa
- Güvenç, Hassa
- Hacılar, Hassa
- Haydarlar, Hassa
- Katranlık, Hassa
- Koruhüyük, Hassa
- Küreci, Hassa
- Mazmanlı, Hassa
- Sapanözü, Hassa
- Söğüt, Hassa
- Sugediği, Hassa
- Tiyek, Hassa
- Yeniyapan, Hassa
- Yoluklar, Hassa
- Yukarıbucak, Hassa
- Yukarıkarafakılı, Hassa
- Yuvalı, Hassa
- Zeytinoba, Hassa

## Erzin
- Erzin
- Aşağıburnaz, Erzin
- Başlamış, Erzin
- Gökdere, Erzin
- Gökgöl, Erzin
- Kızlarçayı, Erzin
- Kuyuluk, Erzin
- Turunçlu, Erzin
- Yeşiltepe, Erzin
- Yoncadüzü, Erzin
- Yukarıburnaz, Erzin

## İskenderun
- İskenderun
- Akarca, İskenderun
- Akçalı, İskenderun
- Arpaderesi, İskenderun
- Arpagedik, İskenderun
- Arsuz, İskenderun
- Aşkarbeyli, İskenderun
- Avcılarsuyu, İskenderun
- Azganlık, İskenderun
- Bekbele, İskenderun
- Bey, İskenderun
- Bitişik, İskenderun
- Büyükdere, İskenderun
- Cırtıman, İskenderun
- Çınarlı, İskenderun
- Denizciler, İskenderun
- Derekuyu, İskenderun
- Düğünyurdu, İskenderun
- Gökmeydan, İskenderun
- Gözcüler, İskenderun
- Gülcihan, İskenderun
- Güzelköy, İskenderun
- Hacıahmetli, İskenderun
- Harlısu, İskenderun
- Haymaseki, İskenderun
- Helvalı, İskenderun
- Hüyük, İskenderun
- Işıklı, İskenderun
- Kale, İskenderun
- Kaledibi, İskenderun
- Karaağaç, İskenderun
- Karagöz, İskenderun
- Karahüseyinli, İskenderun
- Karayılan, İskenderun
- Kavaklıoluk, İskenderun
- Kepirce, İskenderun
- Kışla, İskenderun
- Konacık, İskenderun
- Kozaklı, İskenderun
- Kurtbağı, İskenderun
- Madenli, İskenderun
- Nardüzü, İskenderun
- Nergizlik, İskenderu
- Orhangazi, İskenderun
- Pirinçlik, İskenderun
- Sarıseki, İskenderun
- Suçıkağı, İskenderun
- Tatarlı, İskenderun
- Tülek, İskenderun
- Üçgüllük, İskenderun
- Yukarıkepirce, İskenderun

## Kırıkhan
- Kırıkhan
- Abalaklı, Kırıkhan
- Adalar, Kırıkhan
- Alaybeyli, Kırıkhan
- Alibeyçağıllı, Kırıkhan
- Arkıtça, Kırıkhan
- Attutan, Kırıkhan
- Aygırgölü, Kırıkhan
- Balarmudu, Kırıkhan
- Baldıran, Kırıkhan
- Başpınar, Kırıkhan
- Bektaşlı, Kırıkhan
- Camuzkışlası, Kırıkhan
- Ceylanlı, Kırıkhan
- Çamsarı, Kırıkhan
- Çamseki, Kırıkhan
- Çataltepe, Kırıkhan
- Çiloğlanhüyüğü, Kırıkhan
- Danaahmetli, Kırıkhan
- Dedeçınar, Kırıkhan
- Delibekirli, Kırıkhan
- Demirkonak, Kırıkhan
- Gölbaşı, Kırıkhan
- Gültepe, Kırıkhan
- Güventaşı, Kırıkhan
- Güzelce, Kırıkhan
- Ilıkpınar, Kırıkhan
- İçada, Kırıkhan
- İncirli, Kırıkhan
- Kaletepe, Kırıkhan
- Kamberlikaya, Kırıkhan
- Kamışlar, Kırıkhan
- Kangallar, Kırıkhan
- Karaçağıl, Kırıkhan
- Karadurmuşlu, Kırıkhan
- Karaelmaslı, Kırıkhan
- Karamağara, Kırıkhan
- Karamankaşı, Kırıkhan
- Karataş, Kırıkhan
- Kazkeli, Kırıkhan
- Kodallı, Kırıkhan
- Kurtlusarımazı, Kırıkhan
- Kurtlusoğuksu, Kırıkhan
- Mahmutlu, Kırıkhan
- Muratpaşa, Kırıkhan
- Muratpaşakızılkaya, Kırıkhan
- Narlıhopur, Kırıkhan
- Özkızılkaya, Kırıkhan
- Özsoğuksu, Kırıkhan
- Reşatlı, Kırıkhan
- Saylak, Kırıkhan
- Söğütlüöz, Kırıkhan
- Sucuköy, Kırıkhan
- Taşoluk, Kırıkhan
- Topboğazı, Kırıkhan
- Torun, Kırıkhan
- Yalangoz, Kırıkhan
- Yılanlı, Kırıkhan

## Kumlu
- Kumlu
- Akkerpiç, Kumlu
- Akkuyu, Kumlu
- Akpınar, Kumlu
- Aktaş, Kumlu
- Batıayrancı, Kumlu
- Doğuayrancı, Kumlu
- Gülova, Kumlu
- Hamam, Kumlu
- Hatayhamamı, Kumlu
- Kaletepe, Kumlu
- Keli, Kumlu
- Kırcaoğlu, Kumlu
- Muharrem, Kumlu

## Reyhanlı
- Reyhanlı
- Ahmetbeyli, Reyhanlı
- Akyayla, Reyhanlı
- Alakuzu, Reyhanlı
- Beşaslan, Reyhanlı
- Bükülmez, Reyhanlı
- Cilvegözü, Reyhanlı
- Cumhuriyet, Reyhanlı
- Çakıryiğit, Reyhanlı
- Davutpaşa, Reyhanlı
- Fevzipaşa, Reyhanlı
- Gazimürseltepesi, Reyhanlı
- Göktepe, Reyhanlı
- Karacanlık, Reyhanlı
- Karahüyük, Reyhanlı
- Karasüleymanlı, Reyhanlı
- Kavalcık, Reyhanlı
- Konuk, Reyhanlı
- Kuletepe, Reyhanlı
- Kumtepe, Reyhanlı
- Kurtuluş, Reyhanlı
- Kuşaklı, Reyhanlı
- Mehmetbeyli, Reyhanlı
- Oğulpınar, Reyhanlı
- Paşahüyük, Reyhanlı
- Paşaköy, Reyhanlı
- Suluköy, Reyhanlı
- Tayfursökmen, Reyhanlı
- Terzihüyük, Reyhanlı
- Uzunkavak, Reyhanlı
- Üçtepe, Reyhanlı
- Varışlı, Reyhanlı

## Samandağ
- Samandağ
- Aknehir, Samandağ
- Ataköy, Samandağ
- Avcılar, Samandağ
- Batıayaz, Samandağ
- Büyükçat, Samandağ
- Büyükoba, Samandağ
- Ceylandere, Samandağ
- Çamlıyayla, Samandağ
- Çanakoluk, Samandağ
- Çınarlı, Samandağ
- Çöğürlü, Samandağ
- Çökek, Samandağ
- Çubuklu, Samandağ
- Değirmenbaşı, Samandağ
- Eriklikuyu, Samandağ
- Fidanlı, Samandağ
- Gözene,Samandağ
- Hancağız, Samandağ
- Hıdırbey, Samandağ
- Huzurlu, Samandağ
- Hüseyinli, Samandağ
- Kapısuyu, Samandağ
- Karaçay, Samandağ
- Koyunoğlu, Samandağ
- Kuşalanı, Samandağ
- Mağaracık, Samandağ
- Meydan, Samandağ
- Mızraklı, Samandağ
- Özbek, Samandağ
- Seldiren, Samandağ
- Sutaşı, Samandağ
- Tavla, Samandağ
- Tekebaşı, Samandağ
- Tomruksuyu, Samandağ
- Uzunbağ, Samandağ
- Üzengili, Samandağ
- Vakıflı, Samandağ
- Yaylıca, Samandağ
- Yeniçağ, Samandağ
- Yeniköy, Samandağ
- Yeşilköy, Samandağ
- Yeşilyazı, Samandağ
- Yoğunoluk, Samandağ

## Yayladağ
- Yayladağı
- Arslanyazı, Yayladağı
- Aşağıpulluyazı, Yayladağı
- Aydınbahçe, Yayladağı
- Ayışığı, Yayladağı
- Çabala, Yayladağı
- Çakı, Yayladağı
- Çandır, Yayladağı
- Denizgören, Yayladağı
- Eğerci, Yayladağı
- Görentaş, Yayladağı
- Gözlekçiler, Yayladağı
- Gözlüce, Yayladağı
- Gürışık, Yayladağı
- Güveççi, Yayladağı
- Güzelyurt, Yayladağı
- Hisarcık, Yayladağı
- Karacurun, Yayladağı
- Karaköse, Yayladağı
- Kışlak, Yayladağı
- Kızılçat, Yayladağı
- Kösrelik, Yayladağı
- Kulaç, Yayladağı
- Leylekli, Yayladağı
- Olgunlar, Yayladağı
- Sebenoba, Yayladağı
- Sungur, Yayladağı
- Sürütme, Yayladağı
- Şakşak, Yayladağı
- Uluyol, Yayladağı
- Üçırmak, Yayladağı
- Yalaz, Yayladağı
- Yayıkdamlar, Yayladağı
- Yeditepe, Yayladağı
- Yenice, Yayladağı
- Yeşiltepe, Yayladağı
- Yukarıpulluyazı, Yayladağı